# بوتيغا فينيتا
بوتيغا فينيتا (pronounced ‎[botˈteːɡa ˈvɛːneta]‏) (بالإنجليزية: Bottega Veneta)‏، هي دار أزياء إيطالية فاخرة مقرها في ميلانو، إيطاليا. تشمل خطوط إنتاجها للرجال والنساء الملابس الجاهزة وحقائب اليد والأحذية والإكسسوارات والمجوهرات والعطور.
تأسست بوتيغا فينيتا في عام 1966 في فيتشنزا، فينيتو، على يد ميشيل تادي ورينزو زينجيارو. كان حياكة جلد انترشياتو نجاحًا فوريًا. بعد أن تم شراء الشركة من قبل مجموعة Gucci Group في عام 2001، أعادت «بوتيغا فينيتا» إحياء «ثروة خفية» جديدة. افتتحت الشركة La Scuola dei Maestri Pellettieri di بوتيغا فينيتا (مدرسة الحرف اليدوية الجلدية) في عام 2006، والتي تقع في مشغلها الجديد في مونتيبيلو فيسينتينو منذ عام 2013.
دانيال لي هو المدير الإبداعي لبوتيغا فينيتا منذ يونيو 2018، وبارتولوميو رونجون الرئيس التنفيذي منذ سبتمبر 2019. في عام 2019، قامت بوتيغا فينيتا بتشغيل 268 متجرًا يعمل بها 3754 موظفًا، وحققت مبيعات بقيمة 1.168 مليار يورو (1.109 مليار يورو في عام 2018). بوتيغا فينيتا هي شركة تابعة لمجموعة Kering الفاخرة.

## نظرة عامة
بوتيغا فينيتا هي ماركة إيطالية فاخرة، اشتهرت على الصعيد العالمي بصناعة السلع الجلديّة. تأسّست بوتيغا فينيتا عام 1966 على يد ميشيل تادي ورينزو زينغيارو، وتعني بالإيطاليّة «المحترف الفينيسي»، إذ كانت البداية مع إنتاج السلع الجلدية التقليديّة. لاحقاً، طوّر الحرفيّون فيها تقنيّة خاصّة في نسج الجلد، تدعى intrecciato، والتي لا تزل حتّى الآن بصمتها الخاصّة. مع الزمن، تقدّم مستوى الإنتاج لتصبح في أولى الثمانينات من المفضّلة عالميّاً.
ومع بداية التسعينات، وتغيّر الإدارة، اتخذت الماركة منحى أكثر عصريّة ومماشاة مع الموضة. وفي شباط عام 2001، تمّ شراؤها من قبل مجموعة "غوتشي"، ليرتبط اسمها بالمدير الإبداعي «توماس ماير» الذي أخد على عاتقه إعادة الدار إلى جذورها الأساسيّة، مركّزاً من جديد على الأسلوب الحرفي التقليدي في الإنتاج كما التصميم.
منذ ذلك الوقت وحتّى الآن، توسّعت الماركة أيضاً نحو عالم المجوهرات، النظارات، العطور والأثاث، مع الاستمرار في تقديم مجموعات واسعة انتشرت عالميّاً من حقائب يد وأحذية وسلع الجلديّة صغيرة، كما أمتعة. كذلك، عرضت بوتيغا فينيتا مجموعتها الأولى للملابس الجاهزة للنساء عام 2005 وللرجال عام 2006. وفي السنة نفسها، تقديراً لأهميّة الحرف اليدويّة التقليديّة وبسبب تضائل عدد الحرفيين في مجال صناعة السلع الجلديّة في إيطاليا، افتتحت الدار معهد Scuola della Pelletteria، وذلك لتدريب ودعم الأجيال المستقبليّة من الحرفيين.

## التاريخ

### نجاح تصميم "Intrecciato"
تأسست بوتيغا فينيتا في عام 1966 في فيتشنزا بإيطاليا  قبل ميشيل تادي ورينزو زنجارو. قامت العلامة التجارية، التي تصنع المنتجات الجلدية المصنوعة يدويًا، بتطوير تصميم مميز لنسج الجلد، وهو تصميم Intrecciato، والذي أصبح على الفور مظهر بوتيغا فينيتا الشهير. أصبح الشعار التاريخي للعلامة التجارية «عندما تكون الأحرف الأولى من اسمك كافية» لأن Intrecciato جعلت منتجات بوتيغا فينيتا سهلة التعرّف على الفور، ولم يظهر شعارها إلا بشكل خفي داخل منتجاتها.
في عام 1972، افتتحت بوتيغا فينيتا أول متجر لها في الولايات المتحدة في مدينة نيويورك. في منتصف السبعينيات، بدأت الشركة في صناعة الأحذية.
ترك رينزو زنجارو الشركة في نهاية السبعينيات. بعد فترة وجيزة، سلمت ميشيل تادي الشركة إلى زوجته السابقة لورا براجيون، التي ترأست الشركة مع زوجها الثاني فيتوريو مولتيدو منذ ذلك الحين. انتقلت إلى نيويورك لتطوير الشركة وأصبحت عضوًا في مجموعة الطائرات المحلية. في عام 1980، حملت الممثلة Lauren Hutton حقيبة بوتيغا فينيتا بتصميم Intrecciato في فيلم American Gigolo. في عام 1985، قام آندي وارهول بعمل فيلم قصير شريط فيديو بوتيغا فينيتا الصناعي.

## إحياء «الثروة الخفية»

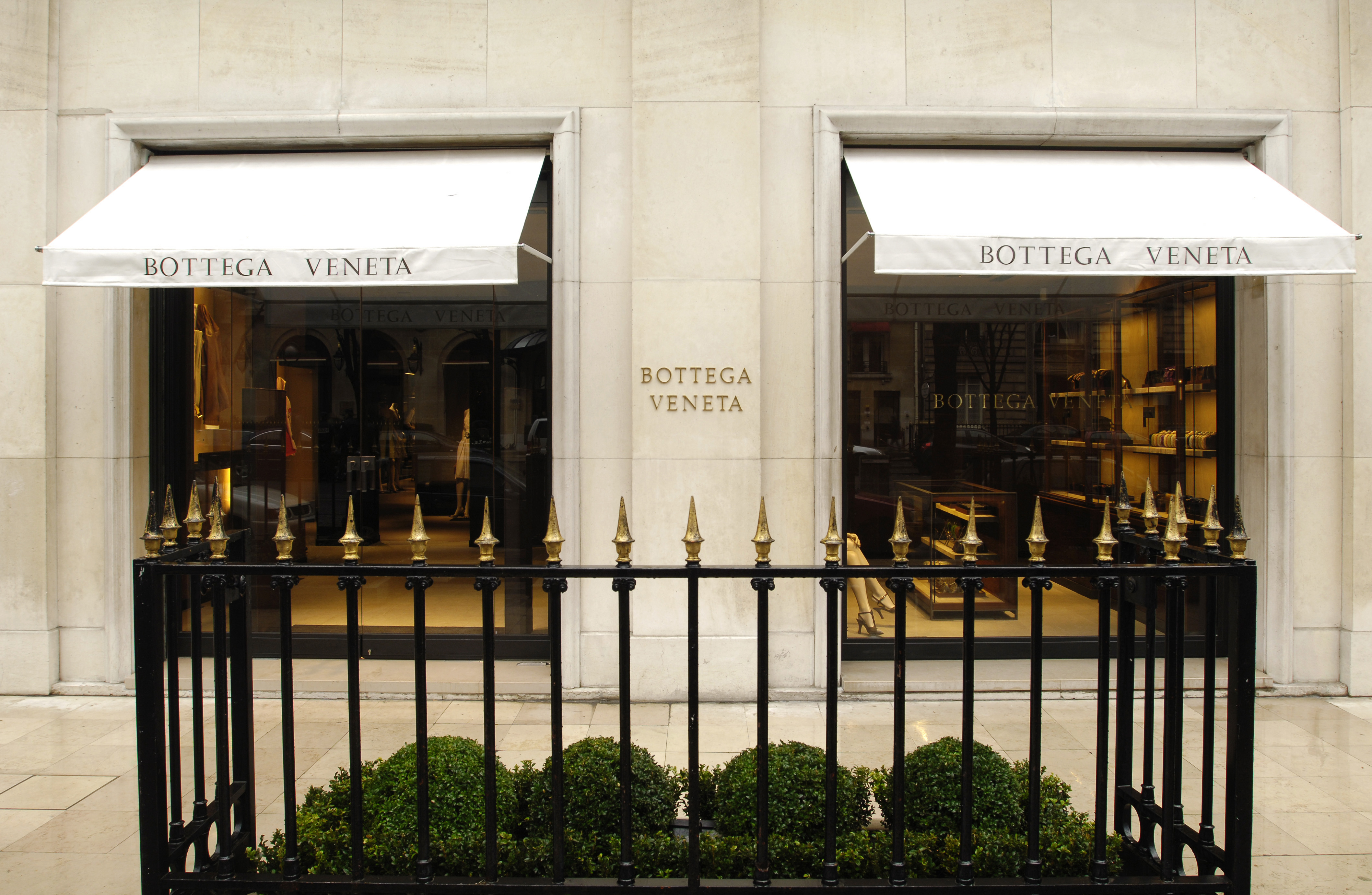
متجر بوتيغا فينيتا في باريس.

في فبراير 2001، استحوذت مجموعة غوتشي السابقة على بوتيغا فينيتا مقابل 156 مليون دولار. في مايو التالي، تم تعيين باتريزيو دي ماركو الرئيس التنفيذي، وفي يونيو توماس ماير المدير الإبداعي. صاغ فوغ مصطلح «ثروة خفية» لوصف النمط الجديد للعلامة التجارية.
أطلقت العلامة التجارية خط مجوهرات للأزياء في عام 2002، تبعها خط للمجوهرات الفاخرة في عام 2006. بحلول عام 2005، حققت الشركة أرباحًا مرة أخرى. من عام 2001 إلى عام 2010، نمت مبيعات بوتيغا فينيتا 15 مرة. قدمت بوتيغا فينيتا أول عرض أزياء نسائي جاهز للارتداء في فبراير 2005 وأول عرض أزياء للرجال في يونيو 2006. في يناير 2009، نجح ماركو بيزاري في منصب باتريزيو دي ماركو في منصب الرئيس التنفيذي لبوتيغا فينيتا. في يونيو 2011، أطلقت بوتيغا فينيتا عطرها النسائي الأول Eau de Parfum. في عام 2012، وصلت مبيعات بوتيغا فينيتا إلى مليار دولار.

## الحرفية والحداثة
[[Archivo:Tomas Maier.jpg|وصلة=https://es.wikipedia.org/wiki/Archivo:Tomas_Maier.jpg|تصغير|Tomas Maier, Director Creativo de بوتيغا فينيتا desde 2001.]]
في عام 2006، أطلقت بوتيغا فينيتا برنامجًا تدريبيًا مجانيًا لمدة 3 سنوات بالشراكة مع Scuola d'Arte e Mestieri di Vicenza البالغ من العمر 4 قرون. أطلقت بوتيغا فينيتا التعاونيات النسائية الجبلية في عام 2011، وهي ورش عمل حرفية مستقلة للجلود للنساء العاطلات عن العمل في مجتمع ألتو أستيكو وبوسينا الجبلي. افتتحت بوتيغا فينيتا أول موقع للتصنيع مانيفاتورا فينيتا بيليتيري في ألتافيلا فيسينتينا في عام 2011، والثاني في مالو في عام 2012. في عام 2011، أنشأت La Scuola dei Maestri Pellettieri di بوتيغا فينيتا دورة دراسات عليا مدتها 3 أشهر مع Università Iuav di Venezia لتدريب الطلاب على تصميم حقائب اليد المتقدمة وتطوير المنتجات.
في عام 2013، نقلت بوتيغا فينيتا مشغلها من فيتشنزا إلى فيلا تاريخية تعود للقرن الثامن عشر محاطة بحديقة مساحتها 590 ألف قدم مربع بالقرب من مونتيبيلو فيسينتينو. خضع تجديد العقار لعملية بيئية صارمة. كما افتتحت بوتيغا فينيتا أول متجر رئيسي لها، وهو متجر بمساحة 11,448 قدم مربع في مبنى تاريخي في شارع Via Sant'Andrea في ميلانو. في أبريل 2014، استقال ماركو بيزاري من منصبه كرئيس تنفيذي لبوتيغا فينيتا  وأصبح كارلو ألبرتو بيريتا الرئيس التنفيذي الجديد للشركة في يناير 2015.
في عام 2016، افتتح المتجر الرئيسي الثاني للعلامة التجارية في North Rodeo Drive في بيفرلي هيلز. أعلنت الشركة أنها ستوحد عروضها الرجالية والنسائية. خلال عرض الذكرى الخمسين للشركة في Accademia di Brera، تم إحياء حقيبة كلاتش من بوتيغا فينيتا التي حملتها Lauren Hutton بعام 1980 في فيلم American Gigolo (وأعيدت تسميتها The Lauren 1980). في أكتوبر 2016، تم تعيين كلاوس ديتريش لارس الرئيس التنفيذي لبوتيغا فينيتا.
في عام 2018، افتتحت بوتيغا فينيتا متجرًا رئيسيًا من 6 طوابق في جينزا، طوكيو، في مبنى مصمم كإشادة بالحداثة المعمارية للعاصمة. في يناير 2018، افتتحت بوتيغا فينيتا متجرًا على مساحة 15000 قدم مربع - وهو ثالث متجر رئيسي - في زاوية شارع ماديسون وشارع 64 في مدينة نيويورك. في يونيو 2018، استقال توماس ماير من منصب المدير الإبداعي لبوتيغا فينيتا.

## بوتيغا فينيتا الحديثة
في يونيو 2018، عين كيرينغ دانيال لي كمدير إبداعي لبوتيغا فينيتا. أطلق حقيبة Pouch clutch التي أصبحت الحقيبة الأسرع مبيعًا في تاريخ العلامة التجارية. لقد حافظ على تركيز العلامة التجارية على المنتجات المصممة جيدًا والتي لا تحتوي على لوغات والتي تعتمد على البساطة.
في يونيو 2019، عين كيرينغ بارتولوميو رونجون كرئيس تنفيذي لشركة بوتيغا فينيتا. أعلنت الشركة عن افتتاح موقع Manifattura Veneta Pelletterie الثالث بمساحة 64.583 قدم مربع في دوفيل  وافتتحت أول متجر لها في ميامي (الأول تحت إشراف دانيال لي). بحلول نهاية عام 2019، عندما بدأت مبيعات Gucci في الانكماش، تحولت بوتيغا فينيتا إلى نجم كيرينغ الصاعد التالي.

## وصف
بوتيغا فينيتا هي دار أزياء إيطالية فاخرة متخصصة في الملابس الجاهزة لكل من الرجال والنساء وكذلك حقائب اليد والأحذية والإكسسوارات والمجوهرات والعطور. العناصر الأكثر شعبية في بوتيغا فينيتا هي أكياس Cabat و The Knot و Pouch . تتطلب مهارة النسيج المعقدة في Cabat حرفيين لمدة يومين كاملين من العمل.
يقع المقر الرئيسي لبوتيغا فينيتا في ميلانو، إيطاليا. الشركة هي شركة تابعة لمجموعة Kering الفاخرة. في عام 2019، وصلت مبيعات بوتيغا فينيتا إلى 1.168 مليار يورو.

## القائمين على بوتيغا فينيتا

### المديرين التنفيذيين
- 2001-2008: باتريزيو دي ماركو
- 2009-2014: ماركو بيزاري
- 2015-2016: كارلو بيريتا
- 2016-2019: كلاوس ديتريش لارس
- منذ عام 2019: بارتولوميو رونجون

### المصممون المبدعون
- حتى نهاية السبعينيات: رينزو زنجارو
- من الثمانينيات إلى عام 2001: لورا براجيون
- 2001-2018: توماس ماير
- منذ عام 2018: دانيال لي

## الجوائز
- 2019: 4 جوائز خلال حفل توزيع جوائز الأزياء البريطانية [48]

## فهرس
- Moltedo، Laura (1995). Bottega Veneta. New York. ASIN:B073WC95KJ.{{استشهاد بكتاب}}:  صيانة الاستشهاد: مكان بدون ناشر (link)

## روابط خارجية
- الموقع الرسمي
- بوتيغا فينيتا – brand and company profile at Fashion Model Directory